# Daly (månekrater)
Daly er et lille nedslagskrater på Månen. Det befinder sig i den østlige del af Månens forside og er opkaldt efter den amerikanske geolog Reginald A. Daly (1871 – 1957).
Navnet blev officielt tildelt af den Internationale Astronomiske Union (IAU) i 1973. 
Før det blev omdøbt af IAU, hed dette krater "Apollonius P".

## Omgivelser
Dalykrateret ligger nordvest for Apolloniuskrateret.

## Karakteristika
Daly er forholdsvis cirkulært, men med en let indadgående bule langs den nordlige rand. Kratervæggen er bredere i den sydlige halvdel end mod nord. Daly trænger ind i det tilsvarende store "Apollonius F"-krater mod øst-sydøst.